# Spechbach, Baden-Württemberg
Spechbach là một xã nằm ở huyện Rhein-Neckar, thuộc bang Baden-Württemberg của Đức.

## Điểm tham quan

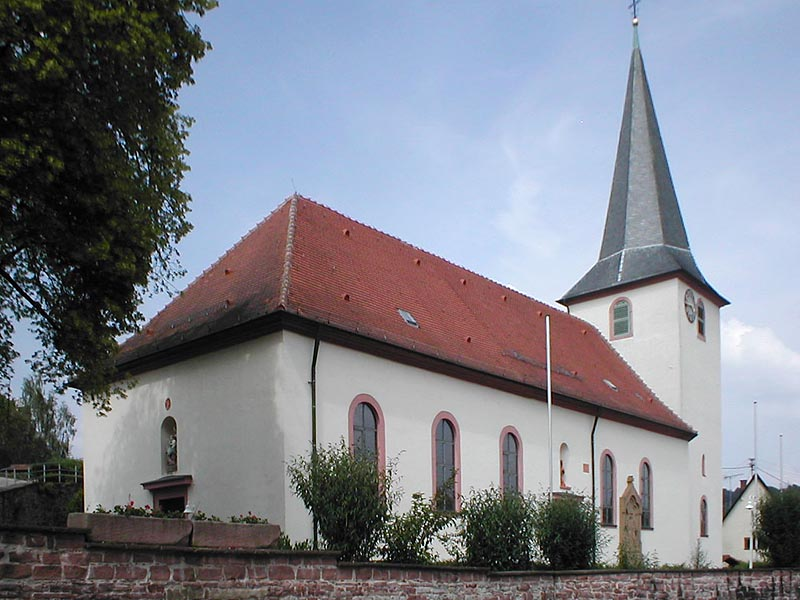
Nhà thờ Kath
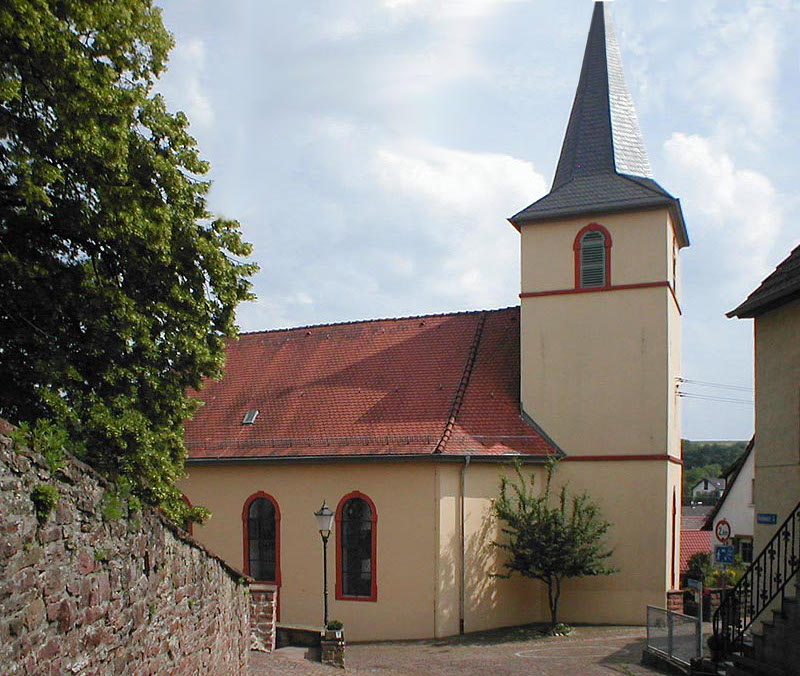
Nhà thờ Evang
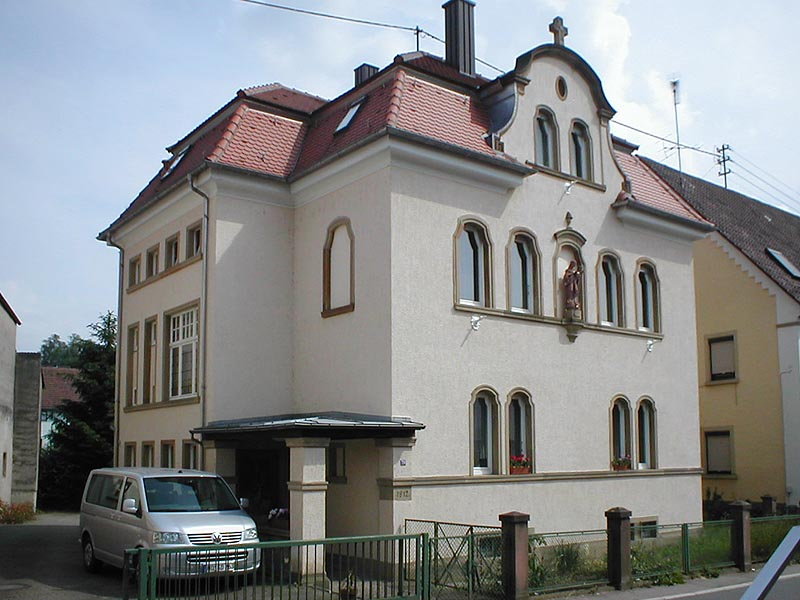
Hội đồng giáo xứ Kath
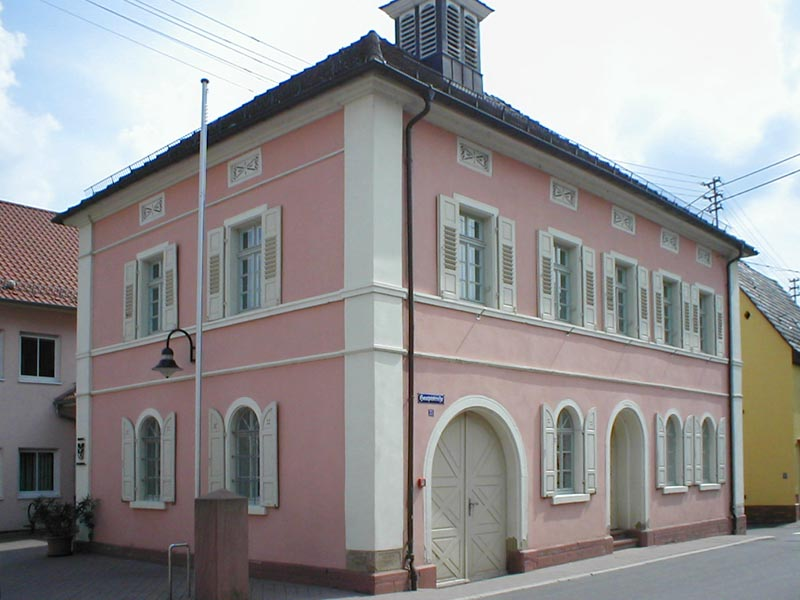
Tòa thị chính